# Dolores Huerta

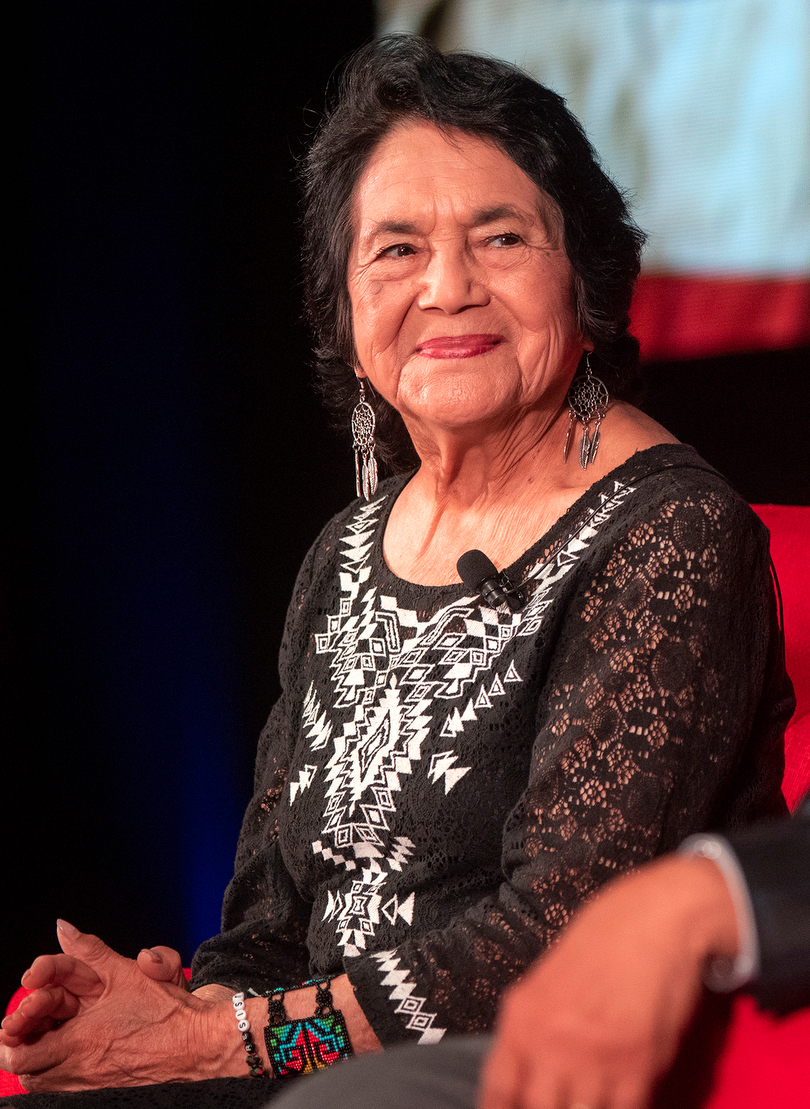
Dolores Huerta

Dolores Huerta (ur. 10 kwietnia 1930) – amerykańska feministka i działaczka społeczna pochodzenia meksykańskiego.

## Życiorys
Dolores Huerta urodziła się 10 kwietnia 1930 roku w małym miasteczku Dawson w górach północnej części Nowego Meksyku. Jej ojciec Juan Fernandez z zawodu był rolnikiem i górnikiem. Wraz z Cesarem Chavezem założyła Narodowe Zrzeszenie Pracowników Rolnych National Farm Workers Association (NFWA), która później połączyła się z Agricultural Workers Organizing Committee (AWOC), tworząc United Farm Workers (UFW). Za swoją działalność otrzymała wiele nagród między innymi nagrodę Eleanory Roosevelt Praw Człowieka, a także została odznaczona przez prezydenta Baracka Obamę Medalem Wolności.